# خبرگزاری بحرین
خبرگزاری بحرین (انگلیسی: Bahrain News Agency) (مخفف انگلیسی: BNA) و مخفف فارسی و عربی (بنا)، خبرگزاری رسمی دولت بحرین است. 
خبرگزاری بحرین از تغییر نام خبرگزاری گلف نیوز شکل گرفته است. خبرگزاری گلف نیوز در اول آوریل ۱۹۷۸ زیر نظر نخست وزیر بحرین تاسیس شد و سپس در سال ۱۹۸۵ زیر نظر وزارت اطلاعات این کشور قرار گرفت و نهایتا در سال ۲۰۰۳ با دستور پادشاهی بحرین به خبرگزاری بحرین تغییر نام داد.
این خبرگزاری عضو اتحادیه خبرگزاری های کشورهای عرب (FANAا)، اتحادیه خبرگزاری های کشورهای اسلامی ( INA) و خبرگزاری های آسیایی (OANA) است.
خبرگزاری بحرین، تنها خبرگزاری شناخته شده بحرین است.